# Grumman F-14 Tomcat
Grumman F-14 Tomcat, kort F-14 Tomcat eller F-14, är ett amerikanskt hangarfartygsbaserat allväders jaktflygplan/attackflygplan som tjänstgjorde i USA:s flotta mellan 1974 och 2006. Idag är det endast Irans flygvapen kvar som använder planet.

## Historik
Flygplanstypen konstruerades för att ersätta F-4 Phantom II och tillverkades av Grumman. F-14 Tomcats vingar har variabel vinkel mot flygriktningen (variabel vinggeometri) för att möjliggöra såväl goda flygegenskaper vid låg hastighet/landning som med bakåtsvepta vingar åstadkomma en deltaform för höghastighetsegenskaper. F-14 Tomcats användes för luftförsvar av hangarfartygsgrupper men senare i allt högre grad till precisionsanfall mot markmål.
80 exemplar av F-14 Tomcat exporterades till Iran innan den iranska revolutionen och användes under Iran–Irak-kriget. Utvecklingsarbetet med en förbättrad D-version av typen avbröts 1992 på befallning av USA:s försvarsminister Dick Cheney. Den 22 september 2006 togs de sista F-14 Tomcat ur tjänst och ersattes av F/A-18E/F Super Hornet.

## Varianter
- F-14A – Första varianten med Pratt & Whitney TF30-P-412-motorer.[3] 556 st till US Navy och 80 st till Iran.
- F-14B – Förbättrad variant med General Electric F110 F401-P-400-motorer och ny radarvarnare.[4] 38 st nytillverkade och 43 st ombyggda från F-14A.
- F-14C – Projekterad version med Pratt & Whitney F401-motorer. Inga byggda.
- F-14D – Sista varianten med ny radar AN/APG-71, ny störsändare, nya raketstolar, ny datalänk och nya displayer i cockpit. General Electric F110-GE-400-motorer.[5] 37 st nytillverkade och 18 st ombyggda från F-14A.

## Övrigt
F-14 Tomcat är den flygplanstyp som Tom Cruises rollfigur kapten Pete "Maverick" Mitchel flyger i filmen Top Gun 1986. Planet är även med i slutet av den nya filmen Top Gun: Maverick när Tom Cruise flyger en F-14 och slåss mot två stycken ”femte generationens” stridsflygplan (men ser ut som Su-57). Planet förekom även flitigt i TV-serien På heder och samvete där rollfiguren Harmon Rabb (David James Elliott) har en bakgrund som pilot innan han blev auditör.

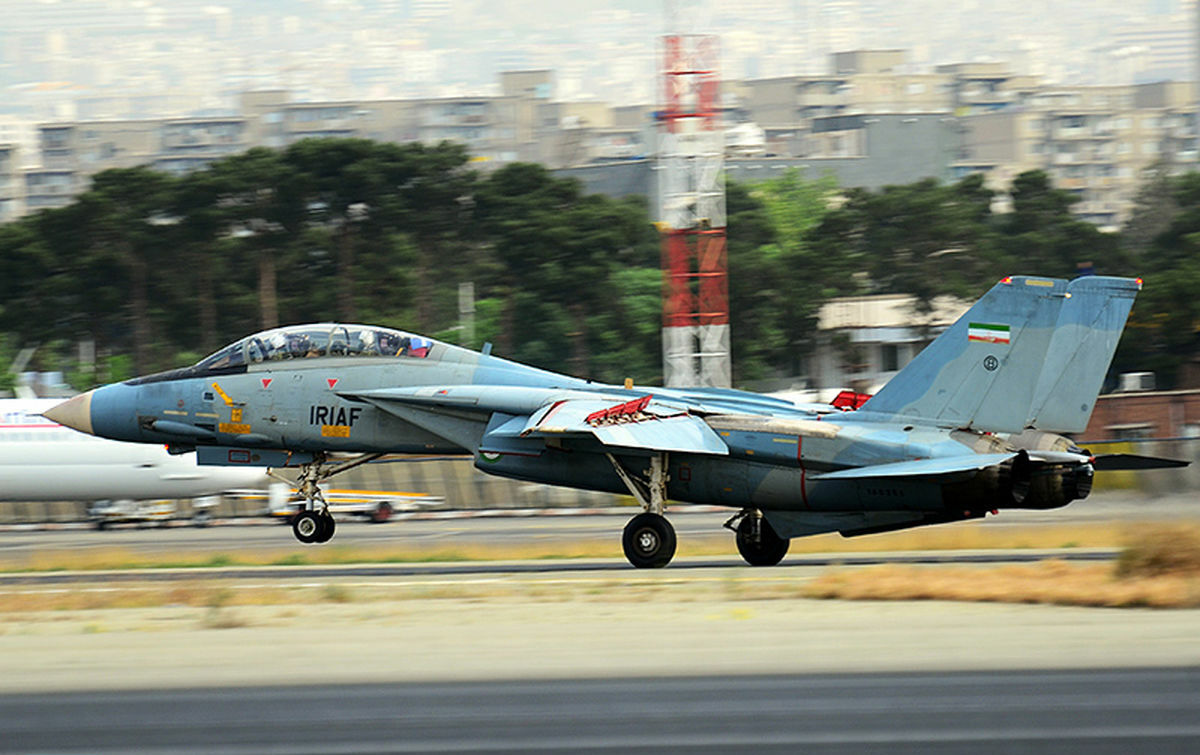
Iransk F-14A.

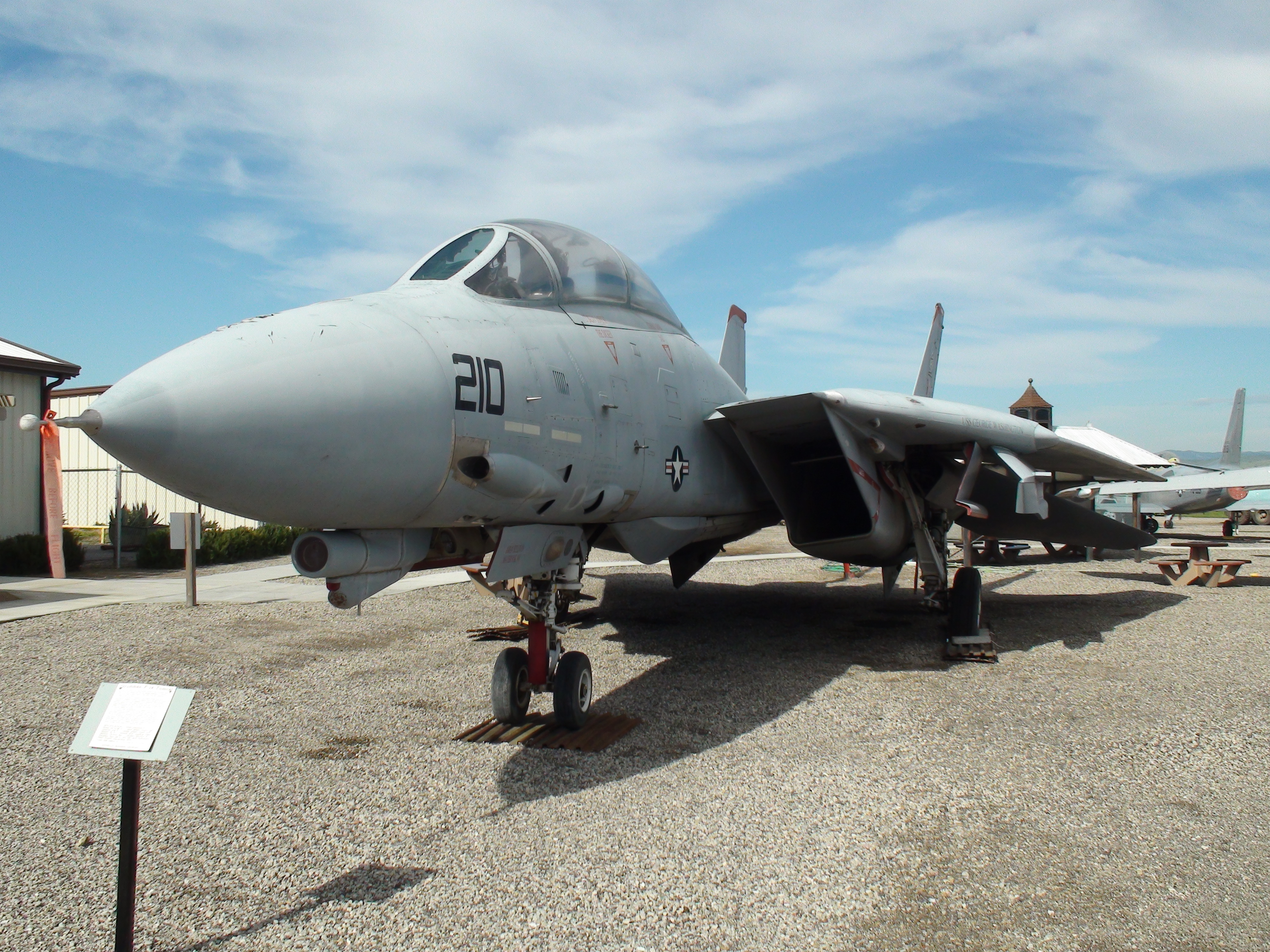
F-14B.

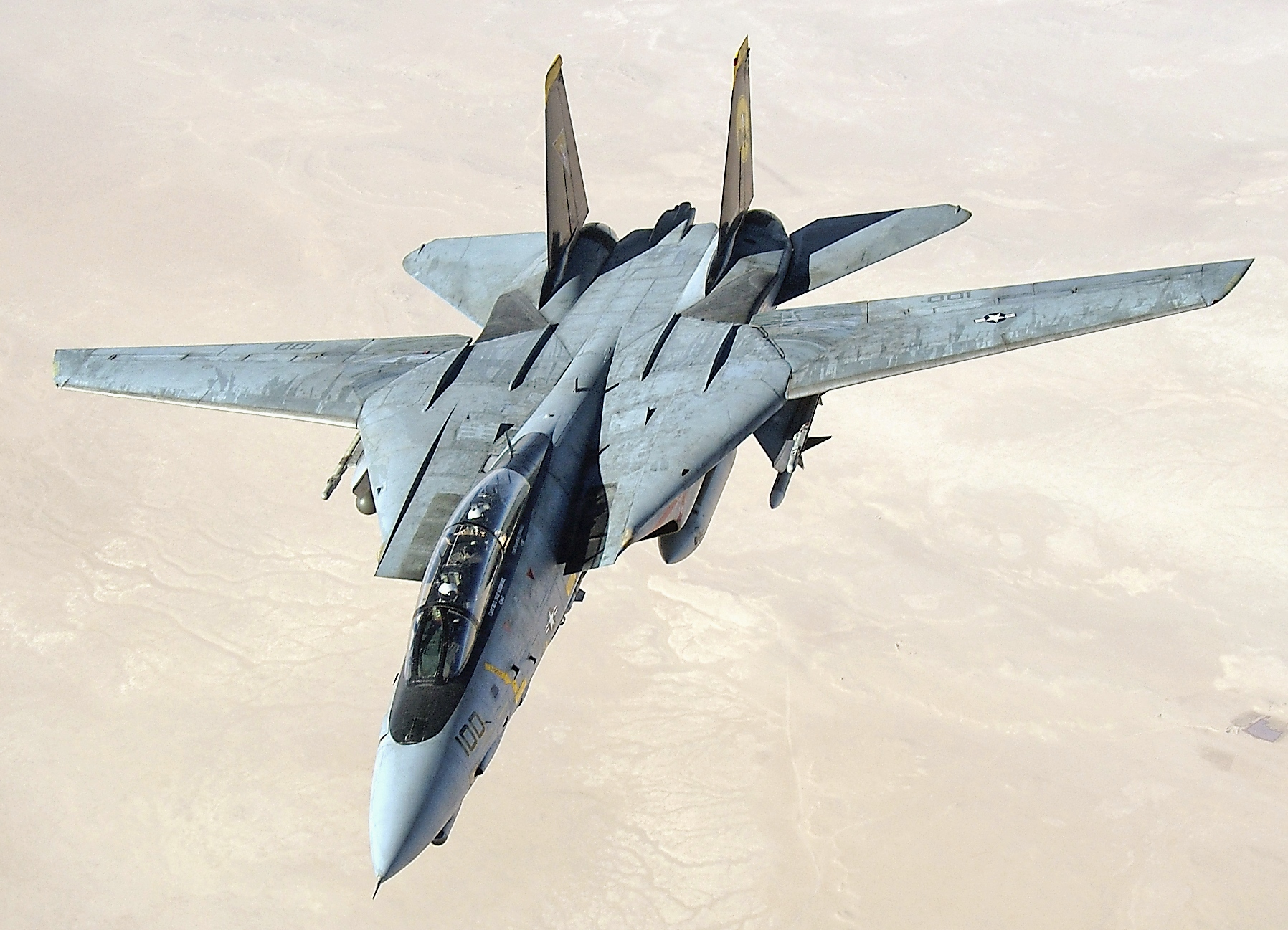
F-14D.